# Кастромонте
Кастромонте (ісп. Castromonte) — муніципалітет в Іспанії, у складі автономної спільноти Кастилія-і-Леон, у провінції Вальядолід. Населення — 377 осіб (2010).
Муніципалітет розташований на відстані близько 190 км на північний захід від Мадрида, 28 км на північний захід від Вальядоліда.
На території муніципалітету розташовані такі населені пункти: (дані про населення за 2010 рік)
- Кастромонте: 268 осіб
- Ла-Санта-Еспіна: 109 осіб

## Демографія
Динаміка населення (INE ):